# Hans Børli
Hans Børli (8. prosince 1918, Eidskog – 26. srpna 1989, Eidskog) byl norský básník a spisovatel.

## Biografie
Hans Børli, dřevorubec a básník, nazývaný “muž se sekerou a lyrou”, se narodil a vyrůstal v Eidskog, v oblasti Hedmark v jihovýchodním Norsku. Tento jeho rodný kraj je prostorem nekonečných lesů a bažin, kterými prochází norsko-švédská hranice. Zde vyrůstal, daleko od cest, od lidského hemžení a spěchu. První setkání s lidmi mimo rodinu zažil až v pěti letech. V tehdejší norské společnosti bylo vzdělání nad rámec povinné školní docházky vzácné. Na mladého, nadaného Hanse byla uspořádána finanční sbírka, a tak mohl odejít studovat obchodní školu v Talhaugs Kongsvinger, kterou po šesti letech studia úspěšně absolvoval. Následně, na jaře roku 1938 vstoupil do 2. divizní důstojnické školy v Oslo. Po vypuknutí války však byla tato důstojnická škola zrušena a Hans odvelen na frontu. V řadách norské armády se zúčastnil tvrdých bojů s Němci ve Vardal a v bojích u Guascal byl těžce raněný a zajatý. Po propuštění ze zajetí se vrátil do rodného městečka Eidskog. Tam pracoval krátký čas jako učitel a potom jako lesní dělník. Důvěrně znal svůj kraj, a tak z Norska obsazeného nacisty převáděl do blízkého neutrálního Švédska osoby, které nacisté pronásledovali. Celý svůj život pracoval a žil ve svém rodném kraji. Prakticky jej nikdy neopustil. Zde také ve věku 70 let zemřel a je pohřbený na hřbitově u kostela v Eidskog.

## Tvorba
Na osobnost i dílo Hanse Børliho měla velký vliv okolní příroda, jeho příslušnost k lesním dělníkům a vzájemná solidarita mezi nimi a také jeho dědeček, Ole Gundersen Børli. Ten byl jedním z posledních velkých lidových vypravěčů, bardů – nositelů ústních legend, pohádek a příběhů kraje. Snad to byl on, kdo podnítil zálibu Børliho číst, a následně i potřebu psát. Velkou oporu měl Hans ve své matce, která snad jediná chápala jeho potřeby a pocity. Okolní „drsný svět“ se k jeho tvorbě stavěl spíš odmítavě a s posměchem. Hans Børli býval ve dne skrytý před lidmi při práci se sekerou v hlubinách lesů, v noci se uzavíral kruhem světla ohně či lampy, ve kterém o samotě přemýšlel a tvořil. Prvním čtenářem, kritikem a oporou mu byla jeho manželka Magnhild.
Jeho básně, navzdory osobnímu prožitku chudoby a následně celoživotní tvrdé práce a samoty, nenesou v sobě smutek či pocity zmaru a zbytečnosti. Børliho básně jsou naopak projevem pozitivního pohledu člověka, žijícího v souladu s přírodou, člověka moudrého, člověka, který ctí tradice. V Børliho díle se prolínají, zaznívají a v různých obdobích střídavě vystupují tóny střetu přísné náboženské výchovy s opačnými silami, burcujícími ke vzpouře. Základní hodnoty dobra, pravdy a krásy však básník neopouští nikdy.

## Dílo

### Poezie
- 1945: Tyrielden (Hořící smůla)
- 1948: Villfugl ("Divocí ptáci")
- 1949: Men støtt kom nye vårer ("Zrození nových pramenů")
- 1952: Likevel må du leve ("Nutnost žít")
- 1954: Ser jeg en blomme i skogen ("Když spatřím v lese květinu")
- 1957: Kont-Jo ("Kont-Jo")
- 1958: Dagene ("Dny")
- 1960: Jeg ville fange en fugl ("Toužím polapit ptáčka")
- 1962: Ved bålet ("V ohni")
- 1964: Hver liten ting ("Maličkosti")
- 1966: Brønnen utenfor Nachors stad ("U studny města Náchorova")
- 1968: Når menneskene er gått heim ("Když lidé odešli")
- 1978: Dag og drøm ("Den a snění")
- 1969: Som rop ved elver ("Jako volání řek")
- 1970: Isfuglen ("Ledňáček")
- 1972: Kyndelsmesse ("Hromnice")
- 1974: Vindharpe ("Větrná harfa")
- 1976: Vinden ser aldri på veiviserne ("Vítr nikdy nespatří svého průvodce ")
- 1979: Når kvelden står rød over Hesteknatten ("Když slunce zapadá nad Hesteknatten")
- 1984: Frosne tranebær ("Zmrzlé brusinky")
- 1991: På harmonikk ("Na harmoniku")
- 1991: Siste dikt ("Poslední básně")

### Próza
- 1946: Han som valte skogen, novela
- 1949: Det small et skott, novela
- 1951: Sølv og stål
- 1953: Under lomskriket
- 1987: Tusseleiken
- 1988: Med øks og lyre. Blar av en tømmerhuggers dagbok ("Se sekerou a lyrou.   Deník dřevorubce"), vlastní životopis
- 1991: Smykket fra slagmarken, novela

### Jiné
- 1998: Syng liv i ditt liv. En biografi. ("Sing Life in Your Life. životopis, autor Truls Gjefsen")

Překlady:
- 2007: We Own the Forests: And Other Poems, 60 Børliho básní v paralelním norsko-anglickém vydání přeložil Louis Muinzer
- 2012: Cesta lesy, 43 Børliho básní v paralelním norsko-českém vydání, přeložil Petr Uhlíř

## Ceny a ohodnocení
- 1970: Norwegian Critics Prize for Literature
- 1971: nominace na Nordic Council's Literature Prize za básnickou sbírku Isfuglen
- 1972: Doblougova cena
- 1974: Mads Wiel Nygaard's Endowment
- 1982: Fritt Ord Honorary Award